# Татаро-башкирская служба Радио «Свобода»
Татаро-башкирская служба Радио «Свобода» (тат. Азатлык Радиосы, Azatlıq Radiosı, баш. Азатлыҡ Радиоһы, Azatlıq Radiohı) — международная радиостанция, вещающая на татарском, башкирском и крымскотатарском языках. Позиционирует себя как наиболее технологически продвинутый интернет-ресурс на татарском языке.
При советской власти была единственным средством массовой информации на татарском языке вне СССР. Впервые вышла в эфир 9 декабря 1953 года.

## История радио
Первая передача татаро-башкирской службы Радио Свобода вышла в эфир 9 декабря 1953 года.
Первым директором стал Нияз Максуди, который эмигрировал из России во время революции.
В 1960-е годы руководителем радио был уроженец Тобольской губернии, участник Второй мировой войны Шигаб Нигмати (Аксам Юсуфоглу). В 1945 году Нигмати работал одним из редакторов общественно-тюркской газеты «Тюрк берлеге „Идел-Урал“», в 1952—1953 годах активно участвовал в общественно-политическом, историко-культурном, религиозном, литературно-художественном журнале татаро-башкирской эмиграции Мюнхена «Азат Ватан».
С 1976 по 1989 года радиостанцией «Азатлык» руководил уроженец Башкирии, гражданин ФРГ, доктор права Гариф Султан. Ранее, в 1951 году, находясь в Германии, он уже организовывал татароязычные передачи для радио «Голос Америки» До 1969 года Гариф Султан также состоял корреспондентом «Радио Свобода» в США.
С 1966 по 1983 года на радио работал представитель татарской диаспоры, президент «Всемирной лиги татар» Али Акыш. Он был переводчиком и диктором в татаро-башкирской редакции.
В 1988 году советские власти перестали «глушить» передачи «Радио Свобода».
После Гарифа Султана в 1989 году директором татаро-башкирской редакции стал уроженец Китая, гражданин Турецкой Республики, заместитель директора Фарит Иделле (настоящее имя — Фарит Аги). Он пришёл на радио по конкурсу в 1969 году вместе с молодым историком из Стамбула Надиром Давлетом и проработал на радио более 30 лет, до 2006 года. В СССР была создана обширная сеть внештатных журналистов (около 30 корреспондентов). Во многом благодаря Аги установились контакты с татарскими общественными деятелями и политиками, в том числе с президентом Татарстана Минтимером Шаймиевым.
В 1998 году состоялась официальная встреча Шаймиева с президентом Радио «Свободы» Т. Дайном и руководителем татаро-башкирской редакции Ф. Аги в Казанском Кремле. На встрече обсуждались перспективы сотрудничества ГТРК «Татарстан» и радиокорпорации «Свобода», политическое и экономическое положение Татарстана. По результатам встречи было организована ретрансляция передач Радио «Азатлык» на волнах Радио Татарстан, которая была прекращена 1 марта 2007 года.
В 1999 году у радио «Азатлык» появился свой интернет-сайт, на котором можно прочитать новости на татарском и английском языках, их можно также прослушать. В своей каждодневной работе радио с самого начала использовало татарский алфавит, основанный на латинице.
В 2006 году руководителем татаро-башкирской службы был назначен журналист Рим Гильфанов.
С января 2012 года было закрыто бюро службы в Казани по причине сокращения расходов на радио Конгрессом США. Бюро было закрыто в рамках планов по реформе всего вещания РСЕ-РС на Россию, где предусматривалась консолидация сил и средств вокруг московского бюро. В конце концов от этих планов отказались, но казанское бюро уже не было восстановлено.
5 декабря 2017 года Министерство юстиции России включило в список «иностранных агентов» девять СМИ, в том числе татаро-башкирскую службу Радио «Свобода».

## Программы
Длительность первых передач была 10-15 минут, с приходом новых сотрудников время увеличилось до 20, потом до 30 минут и так до одного часа.
К 1984 году в Мюнхене в татаро-башкирской редакции работало восемь человек. Несмотря на небольшое количество сотрудников, татаро-башкирская служба выпускала одночасовые передачи четыре раза в неделю и три раза в неделю получасовые. Программы были посвящены новостям, их анализу и мировой прессе, поскольку весь спектр мировых новостей и отклики в международной прессе на разные события в мире, тем более на национальном языке, не были доступны татарам и башкирам в СССР. Предполагалось, что слушатели со всего мира должны были сами спросить себя, почему у советских татаро-башкирских СМИ нет собственных корреспондентов за рубежом и публикуются только переведённые комментарии газет «Правда» и «Известия».
Начиная с 1994 года ежедневно в эфир выходила одночасовая программа, включающая в себя выпуск последних новостей, события в мире, новости Татарстана и Башкортостана, сообщения из жизни татар и башкир по всему миру. В пятничную программу была включена религиозная передача, воскресную же программу завершала молодёжная передача «Аулак өй» («посиделки»).
После полного перехода вещания в интернет, длительность передач сократилась да 30 минут. Значительную часть передач стали занимать архивные программы.
С 1 октября 2016 года «Азатлык радиосы» прекратило радиовещание. Всю свою деятельность редакция продолжила на сайте и социальных сетях. На сайте помимо постоянно выходящих новостей и материалов, действуют постоянные рубрики «Фән-фәсмәтән» про науку, «Пәрәвез» про интернет, «Киноханә» про кино.